# Biblioteca Michelangiolesca
La Biblioteca Michelangiolesca si trova a Caprese Michelangelo (AR), in parte conservata presso il Museo Casa Natale di Michelangelo Buonarroti (sezione specialistica di arte e storia locale), e in parte (sezione di lettura e narrativa) all'interno del nuovo edificio comunale.

## Storia
Il primo nucleo della biblioteca risale agli anni sessanta. Venivano ad essere raccolti e custoditi i volumi donati al Comune di Caprese riguardanti Michelangelo Buonarroti e gli scultori legati all'attività culturale del Museo Casa Natale di Michelangelo Buonarroti (prima Museo Michelangiolesco). È rimasta aperta con alterne vicende come biblioteca pubblica fino al 1997.

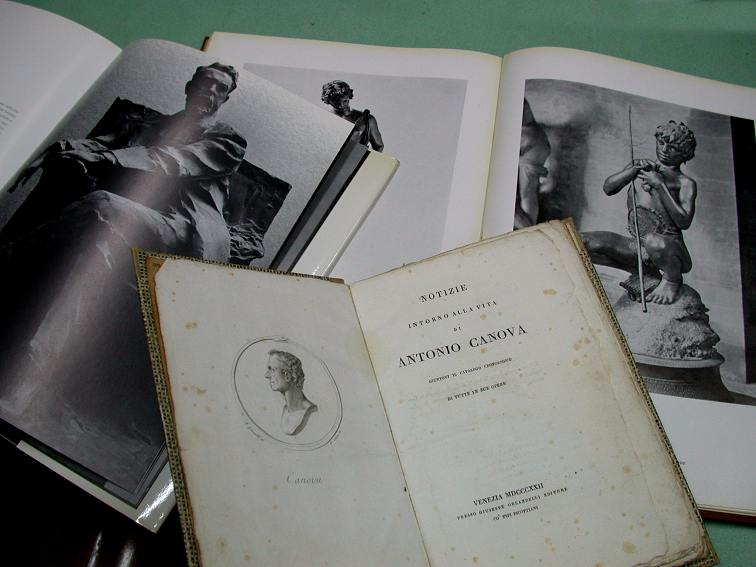
Alcuni volumi del Fondo Guidoni

Dal 2004 la biblioteca è rientrata nel nuovo progetto culturale promosso dal Comune con l'Associazione Storia della Città, noto come Progetto Caprese Michelangelo. Il progetto ha previsto per la biblioteca un riordino sistematico della collezioni, una moderna catalogazione e l'inserimento della stessa all'interno del Sistema Bibliotecario della Provincia di Arezzo. La nuova biblioteca, specializzata su Michelangelo e sulla scultura, è stata prevista come parte integrante del Museo Casa Natale di Michelangelo Buonarroti; è stata riaperta dal 2009. 
Dal 2019 la parte di pubblica lettura e di narrativa è consultabile e aperta al prestito presso la sede comunale, invece la parte specialistica, dedicata all'arte, a Michelangelo e alla storia locale è consultabile presso la sede del Museo Casa Natale di Michelangelo Buonarroti. Nel 2020 sarà ultimata la riorganizzazione anche della nutrita "Sezione Bambini e Ragazzi".

## Collezioni

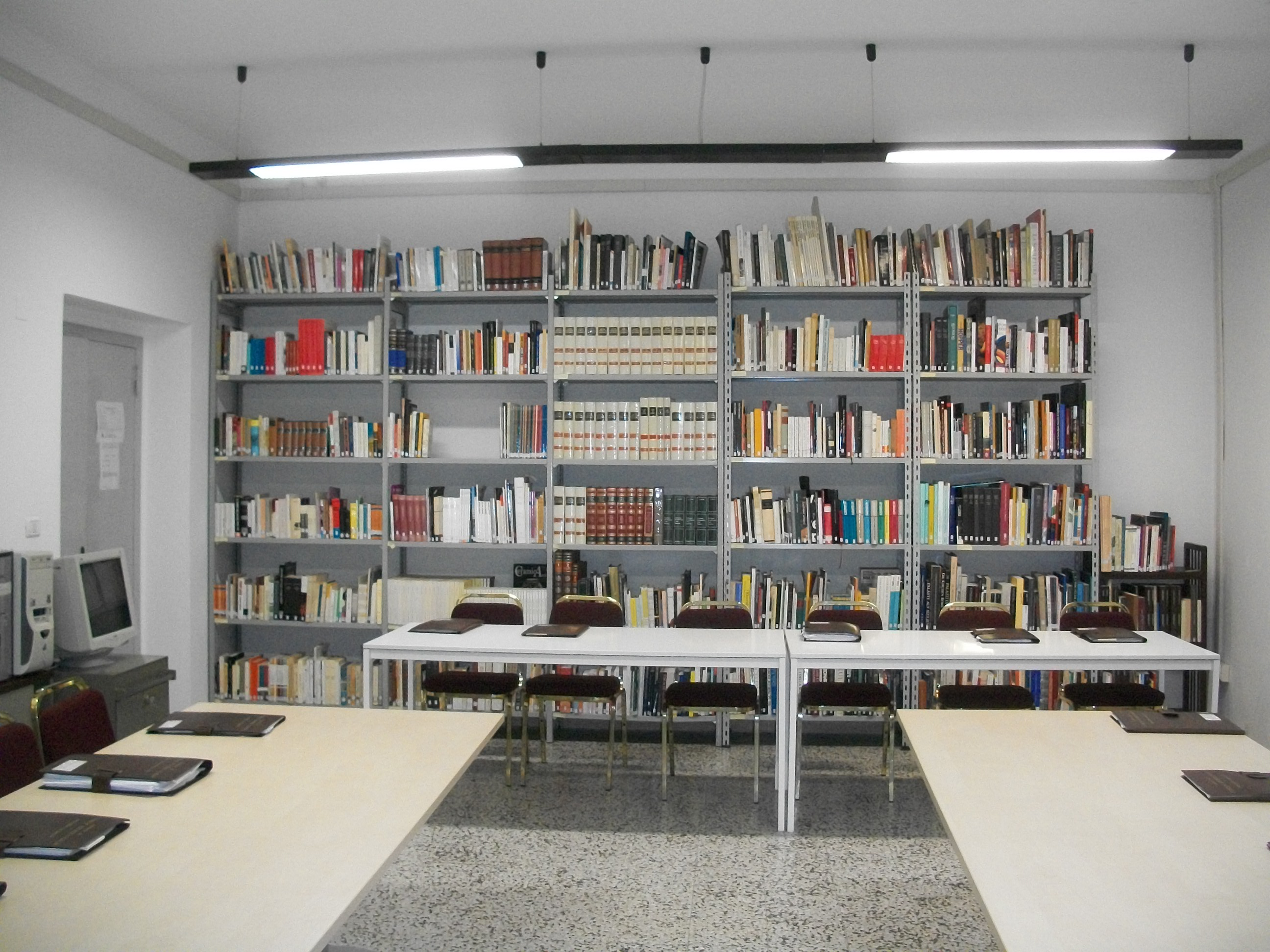
Interno della Biblioteca Michelangiolesca.

La biblioteca è composta da oltre 4000 volumi riguardanti la storia dell'arte, con particolare attenzione a Michelangelo Buonarroti ed alla scultura dell'Ottocento e del Novecento. Altri nuclei di minore entità riguardano la storia locale, l'archeologia, l'architettura, l'urbanistica, la diplomatica.
Di particolare pregio il Fondo Guidoni, una collezione donata dal Prof.Enrico Guidoni di monografie e di cataloghi riguardanti la Piccola Scultura Italiana della fine dell'Ottocento. Tale fondo è stato donato alla biblioteca unicamente con una collezione di sculture presente nel Museo Casa Natale di Michelangelo Buonarroti.